# Штёрмер, Курт
Курт Карл Август Штёрмер (нем. Curt Stoermer, полное имя Kurt Karl August Störmer; 26 апреля 1891, Хаген — 29 января 1976, Любек) — немецкий художник-экспрессионист, член колонии художников Ворпсведе.

## Жизнь и творчество
Ещё в юности К. Штёрмер знакомится с художником Кристианом Рольфсом. Под его влиянием Штёрмер поступает в 1908 году в дюссельдорфскую Академию искусств, а в 1909 году уезжает в Париж. Здесь он учится в академии Коларосси и в академии Жюлиана. В первый год своей жизни в Париже Штёрмер неоднократно посещает Амедео Модильяни в его мастерской, изучает его технику живописи и впоследствии подробно об этом напишет. В дюссельдорфской Академии художник также знакомится с Генрихом Фогелером, вместе с которым он в 1912 году приезжает в Ворпсведе. Здесь он впервые демонстрирует свои полотна и произведения графики, а также составляет каталог работ Паулы Модерсон-Беккер. В октябре 1912 года состоялась первая выставка работ У. Штёрмера в музее Фолькванг.

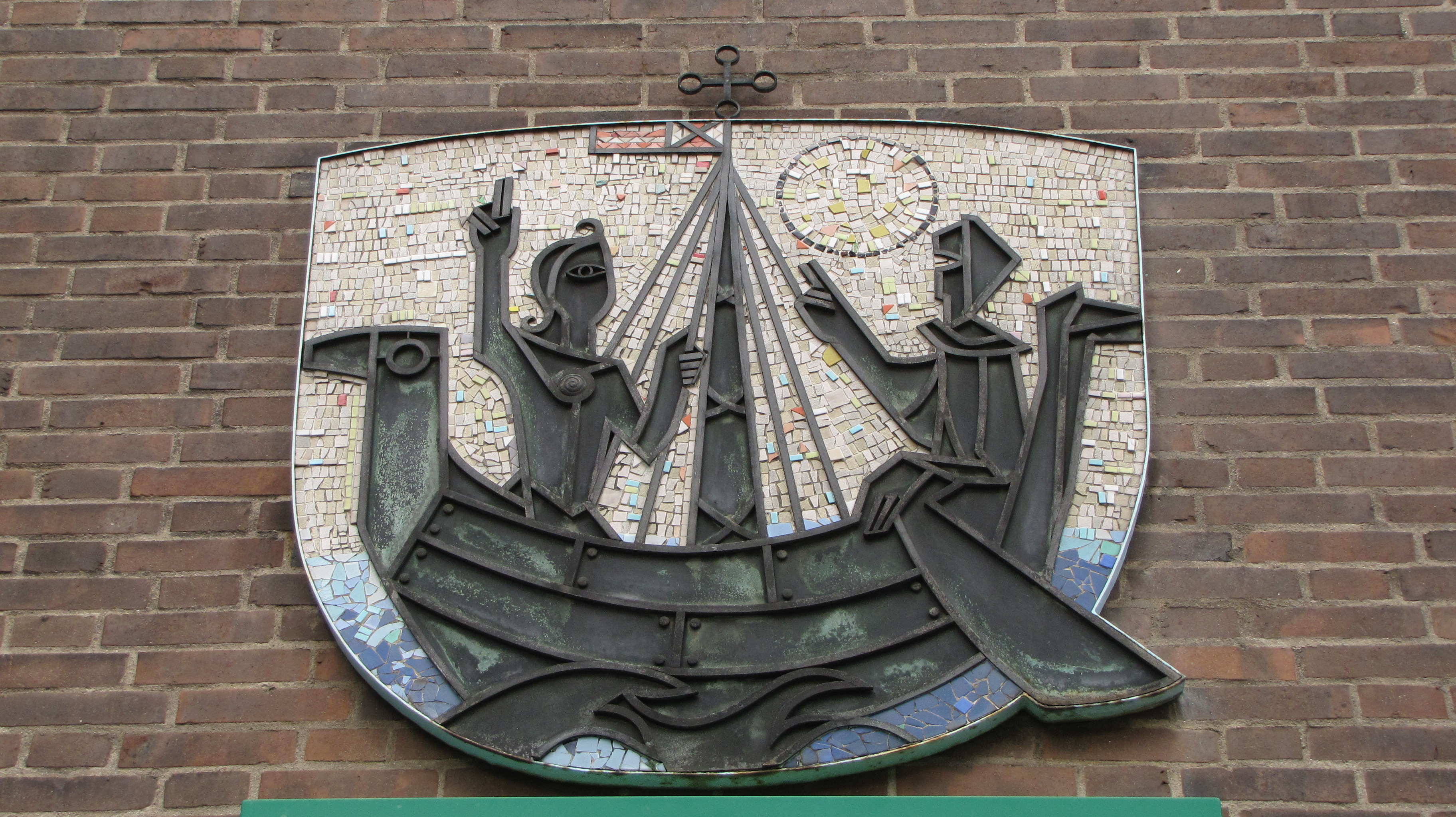
Одна из работ Штёрмера в Любеке

Во время Первой мировой войны К. Штёрмер был призван в армию, служил в составе Ольденбургского драгунского полка на восточном фронте. После окончания войны участвовал в установлении Советской власти в Бремене; в боях с отрядами рейхсвера был ранен и уехал ев побережье Балтики, в Шлезвиг-Гольштейн. Здесь он вступает в контакт с группой интеллигенции, сложившейся вокруг художника Карла Шмидт-Ротлуфа, с которым подружился Штёрмер ещё во время военной службы. Картины К. Штёрмера, написанные им в этот период (1919), не сохранились.
Начиная с 1921 года художник живёт и работает в Любеке. В 1923 году он нанимается в торговый флот и участвует в двух рейсах в Восточную Азию, совершённых как из стеснённых финансовых обстоятельств, так и из желания вырваться из унылой повседневности. По возвращении Штёрмер занимается росписью по стеклу, витражной живописью (церковь св. Эгидия и церковь св. Андрея в Любеке, Любекская Ратуша и др.).
В 1931 году, получив стипендию Вилла Массимо от Прусской академии художеств, К. Штёрмер совершает длительное путешествие по Югославии и Италии, посещает Далмацию и Рим. В это время окончательно складывается присущий художнику стиль живописи. В 1932 году, совместно с Альфредом Малау, Гансом Петерсом, Гарри Маазом и Вильгельмом Брэком, Штёрмер создаёт художественную Рабочую группу Любека. Во время правления в Германии национал-социалистов художник иногда, при помощи друзей, получает заказы, однако 4 его ксилографии были нацистами конфискованы в музее Фольксванг как относящиеся к дегенеративному искусству.
В 1942 году мастерская художника в Любеке была уничтожена бомбардировкой, и он переезжает в сельскую местность близ городка Утехт. В послевоенное время мастер выполняет многочисленные официальные работы по украшению зданий в Любеке — школы Томаса Манна (1959), Земельного управления по страхованию и др. Он создаёт также большое количество акварелей и рисунков, в том числе от впечатлений, полученных им во время многочисленных поездок в Средиземноморье.

## Работы

### Из музейных собраний (избранное)
- Саятой Себастьян (Heiliger Sebastian) (1911), Страх (Angst) (1911), Военный эшелон (Kriegszug) (1911), Этот оскорбляет Бога! (Dieser da hat Gott gelästert) (1912) , Музей Фолькванг, Эссен
- Прибой (Brandung) (1919), Дворец Готторф, Шлезвиг
- Женщины у источника (Frauen am Brunnen) (1931), Бенхауз, Любек
- Большой стог сена (Großer Heuhaufen) (1935), Музей Альтоны

### Искусство иллюстратора
- Charles Baudelaire: Der Verworfene. Nachdichtungen von Hans Havemann. Mit sechs Urholzschnitten von Curt Stoermer. Zweemann, Hannover 1920.
- Alfred Richard Meyer: Die maer von der musa expressionistica. Zugleich eine kleine quasi-literaturgeschichte mit über 130 praktischen beispielen. Die Faehre, Düsseldorf 1948. Illustrierter Pappband nach E. L. Kirchner und Curt Stoermer.

### Сочинения
- Erinnerung an Modigliani. In: Der Querschnitt. 1931, S. 387—390.